# Radomsko (gmina wiejska)
Radomsko (daw. gmina Radomsk) – gmina wiejska w województwie łódzkim, w powiecie radomszczańskim. W latach 1975–1998 gmina położona była w województwie piotrkowskim.
Siedziba gminy to Radomsko (za II RP Stobiecko Miejskie).
Według danych z 30 czerwca 2010 gminę zamieszkiwały 5544 osoby.

## Struktura powierzchni
Według danych z roku 2002 gmina Radomsko ma obszar 85,34 km², w tym:
- użytki rolne: 52%
- użytki leśne: 43%

Gmina stanowi 5,91% powierzchni powiatu.

## Demografia

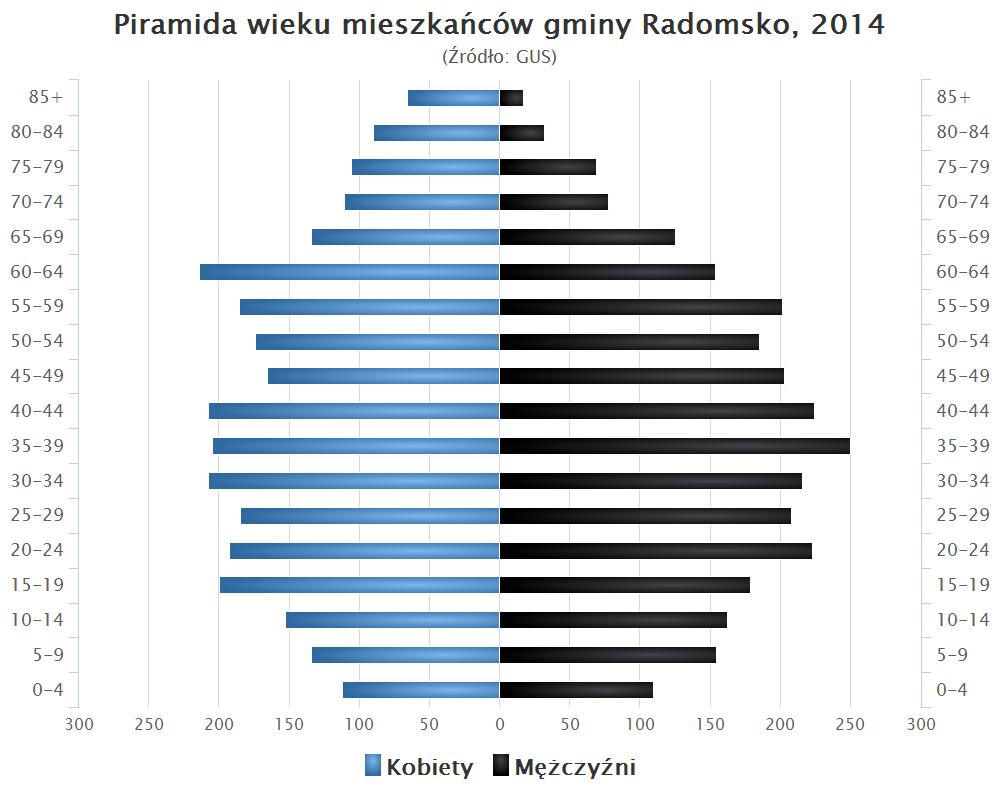
Piramida wieku mieszkańców gminy Radomsko w 2014 roku

Dane z 30 czerwca 2010:
| Opis                              | Ogółem | Ogółem | Kobiety | Kobiety | Mężczyźni | Mężczyźni |
| --------------------------------- | ------ | ------ | ------- | ------- | --------- | --------- |
| jednostka                         | osób   | %      | osób    | %       | osób      | %         |
| populacja                         | 5544   | 100    | 2809    | 50,7    | 2735      | 49,3      |
| gęstość zaludnienia (mieszk./km²) | 65     | 65     |         |         |           |           |

## Sołectwa
Bobry, Dąbrówka, Dziepółć, Grzebień, Kietlin, Okrajszów, Płoszów, Strzałków, Szczepocice Rządowe.

## Pozostałe miejscowości
Amelin, Bajkowizna, Brylisko, Cerkawizna, Gaj, Kietlin (kolonia), Klekotowe, Kudłata Wieś, Lipie, Szczepocice Prywatne.

## Sąsiednie gminy
Dobryszyce, Gidle, Gomunice, Kobiele Wielkie, Kodrąb, Kruszyna, Ładzice, miasto Radomsko